# Onthophagus falsivigilans
Onthophagus falsivigilans là một loài bọ cánh cứng trong họ Bọ hung (Scarabaeidae).